# Pine Harbor
Pine Harbor è un census-designated place (CDP) della contea di Marion, Texas, Stati Uniti. Al censimento del 2010, la popolazione era di 810 abitanti.

## Geografia fisica
Secondo lo United States Census Bureau, ha un'area totale di 4,533 mi² (11,74 km²).

## Società

### Evoluzione demografica
Secondo il censimento del 2010, la popolazione era di 810 abitanti.

### Etnie e minoranze straniere
Secondo il censimento del 2010, la composizione etnica del CDP era formata dall'89,8% di bianchi, il 2,6% di afroamericani, il 2,2% di nativi americani, lo 0,0% di asiatici, lo 0,0% di oceanici, il 2,2% di altre razze, e il 3,2% di due o più etnie. Ispanici o latinos di qualunque razza erano il 4,7% della popolazione.